# Varicorhinus platystomus
Varicorhinus platystomus là một loài cá vây tia trong họ Cyprinidae.
Nó chỉ được tìm thấy ở Rwanda.
Môi trường sống tự nhiên của nó là các con sông.